# Partido Socialista da Sérvia
O Partido Socialista da Sérvia (em sérvio: Социјалистичка партија Србије, СПС / Socijalistička partija Srbije, SPS) é um partido político socialista da Sérvia.
O partido foi fundado em 1990 como o sucessor da secção sérvia da Liga dos Comunistas da Jugoslávia, sendo liderado pelo líder sérvio Slobodan Milošević. Até à morte de Milosevic, mas, com especial incidência na década de 1990, durante a Guerra da Jugosláva, o partido foi absolutamente dominante na vida política sérvia. 
Os socialistas sérvios, apesar de conter no seu programa na década de 1990 várias referências ao socialismo e críticas ao capitalismo, embarcou numa retórica fortemente nacionalista, chegando mesmo a fazer coligações com o Partido Radical Sérvio, partido que defendia uma Grande Sérvia.
Após a entrada da NATO na Jugoslávia e a derrota de Milosevic nas eleições de 2000, o partido começou a perder popularidade.
Com a morte de Milosevic em 2006, e sob a liderança de Ivica Dačić, o partido tem-se reestruturado e reorganizado ideologicamente, afastando-se do passado nacionalista e anticapitalista, e movendo-se para o centro-esquerda, afirmando-se como um partido socialista democrático, social-democrata, nacionalista de esquerda e defensor da integração da Sérvia na União Europeia.
No âmbito desta moderação ideológica, o SPS tem tentado alargar os seus contactos internacionais com o objectivo de integrar a Internacional Socialista, a Aliança Progressista e o Partido Socialista Europeu, mas face à oposição de partidos-membros destas organizações por fruto do passado dos socialistas sérvios, o partido tem demonstrado cada vez mais abertura para assumir a responsabilidade dos crimes cometidos durante a Guerra da Jugoslávia.

## Resultados eleitorais

### Eleições legislativas
| Data | CI. | Votos     | %            | +/-  | Deputados | +/-     | Status            |
| ---- | --- | --------- | ------------ | ---- | --------- | ------- | ----------------- |
| 1990 | 1.º | 2 320 587 | 46,1 / 100,0 |      | 194 / 250 |         | Governo           |
| 1992 | 1.º | 1 359 086 | 28,8 / 100,0 | 17,3 | 101 / 250 | 93      | Governo           |
| 1993 | 1.º | 1 576 287 | 36,7 / 100,0 | 7,9  | 123 / 250 | 22      | Governo           |
| 1997 | 1.º | 1 418 036 | 34,3 / 100,0 | 2,4  | 110 / 250 | 13      | Governo           |
| 2000 | 2.º | 515 845   | 13,8 / 100,0 | 20,5 | 37 / 250  | 73      | Oposição          |
| 2003 | 6.º | 291 341   | 7,6 / 100,0  | 6,2  | 22 / 250  | 15      | Apoio parlamentar |
| 2007 | 5.º | 227 580   | 5,6 / 100,0  | 2,0  | 16 / 250  | 6       | Oposição          |
| 2008 | 4.º | 313 896   | 7,6 / 100,0  | 2,0  | 12 / 250  | 4       | Governo           |
| 2012 | 3.º | 567 689   | 14,5 / 100,0 | 6,9  | 25 / 250  | 13      | Governo           |
| 2014 | 2.º | 484 607   | 13,5 / 100,0 | 1,0  | 25 / 250  | Estável | Governo           |
| 2016 | 2.º | 413 147   | 11,0 / 100,0 | 2,5  | 20 / 250  | 5       | Governo           |
| 2020 | 2.º | 334 333   | 10,4 / 100,0 | 0,6  | 23 / 250  | 3       |                   |

### Eleições presidenciais
| Data    | Candidato apoiado        | 1ª Volta                 | 1ª Volta                 | 1ª Volta                 | 2ª Volta                 | 2ª Volta                 | 2ª Volta                 |
| Data    | Candidato apoiado        | CI.                      | Votos                    | %                        | CI.                      | Votos                    | %                        |
| ------- | ------------------------ | ------------------------ | ------------------------ | ------------------------ | ------------------------ | ------------------------ | ------------------------ |
| 1990    | Slobodan Milošević       | 1.º                      | 3 285 799                | 65,3 / 100,0             |                          |                          |                          |
| 1992    | Slobodan Milošević       | 1.º                      | 2 515 047                | 53,2 / 100,0             |                          |                          |                          |
| 09/1997 | Zoran Lilić              | 1.º                      | 1 474 924                | 37,7 / 100,0             | 2.º                      | 1 691 354                | 47,9 / 100,0             |
| 12/1997 | Milan Milutinović        | 1.º                      | 1 655 822                | 43,7 / 100,0             | 1.º                      | 2 181 808                | 59,2 / 100,0             |
| 09/2002 | Velimir-Bata Živojinović | 6.º                      | 119 052                  | 3,3 / 100,0              |                          |                          |                          |
| 12/2002 | Nenhum candidato apoiado | Nenhum candidato apoiado | Nenhum candidato apoiado | Nenhum candidato apoiado | Nenhum candidato apoiado | Nenhum candidato apoiado | Nenhum candidato apoiado |
| 2003    | Nenhum candidato apoiado | Nenhum candidato apoiado | Nenhum candidato apoiado | Nenhum candidato apoiado | Nenhum candidato apoiado | Nenhum candidato apoiado | Nenhum candidato apoiado |
| 2004    | Ivica Dačić              | 5.º                      | 125 952                  | 4,0 / 100,0              |                          |                          |                          |
| 2008    | Milutin Mrkonjić         | 4.º                      | 245 889                  | 6,0 / 100,0              |                          |                          |                          |
| 2012    | Ivica Dačić              | 3.º                      | 556 013                  | 14,2 / 100,0             |                          |                          |                          |
| 2017    | Aleksandar Vučić         | 1.º                      | 2 012 788                | 55,1 / 100,0             |                          |                          |                          |